# Premocyathus cornuformis
Premocyathus cornuformis is een rifkoralensoort uit de familie van de Caryophylliidae. De wetenschappelijke naam van de soort is voor het eerst geldig gepubliceerd in 1868 door Pourtalès.